# 教宗国
教宗國（拉丁語：Status Pontificius），又譯教宗領、教皇國、教皇領、教皇屬邦等，是南歐一個已經不存在的國家，為教宗統治的世俗領地，建立於8世紀，位於義大利半島中部，以羅馬為中心。1861年，教宗國的絕大部分領土被併入領導義大利統一進程的薩丁尼亞王國，即後來的義大利王國；至1870年，羅馬城也被併入義大利王國，教宗國領土退縮至僅剩梵蒂岡城，等同名存實亡。教宗庇護十一世時期，時任義大利首相墨索里尼在1929年與聖座國務卿加斯帕里簽訂《拉特朗條約》，教宗國正式滅亡，由新成立的梵蒂岡城國取而代之。

## 国名
所謂「教宗國」，並非正式国名，其常见的拉丁语（教宗国官方语言）名称是，意即“隶属于教会的诸邦国”，所以也譯為「教皇國」、「教宗領」；教宗国在意大利语中有多种名称，例如。其中和意为“教会的诸邦国”、“教宗的诸邦国”。此处的“邦国”为复数形式，也就是说，教宗国并不是一个单一制国家，而是由许多昔日的独立或半独立城邦、小国和贵族领地构成的共同体。但單數形式也同樣正確，因為教會所屬的諸邦國也可視為一種同君聯合。在意大利語中，複數形名詞「Stati Pontifici」和單數形名詞「Stato Pontificio」都可用來指稱教宗國，英語亦然。

## 起源

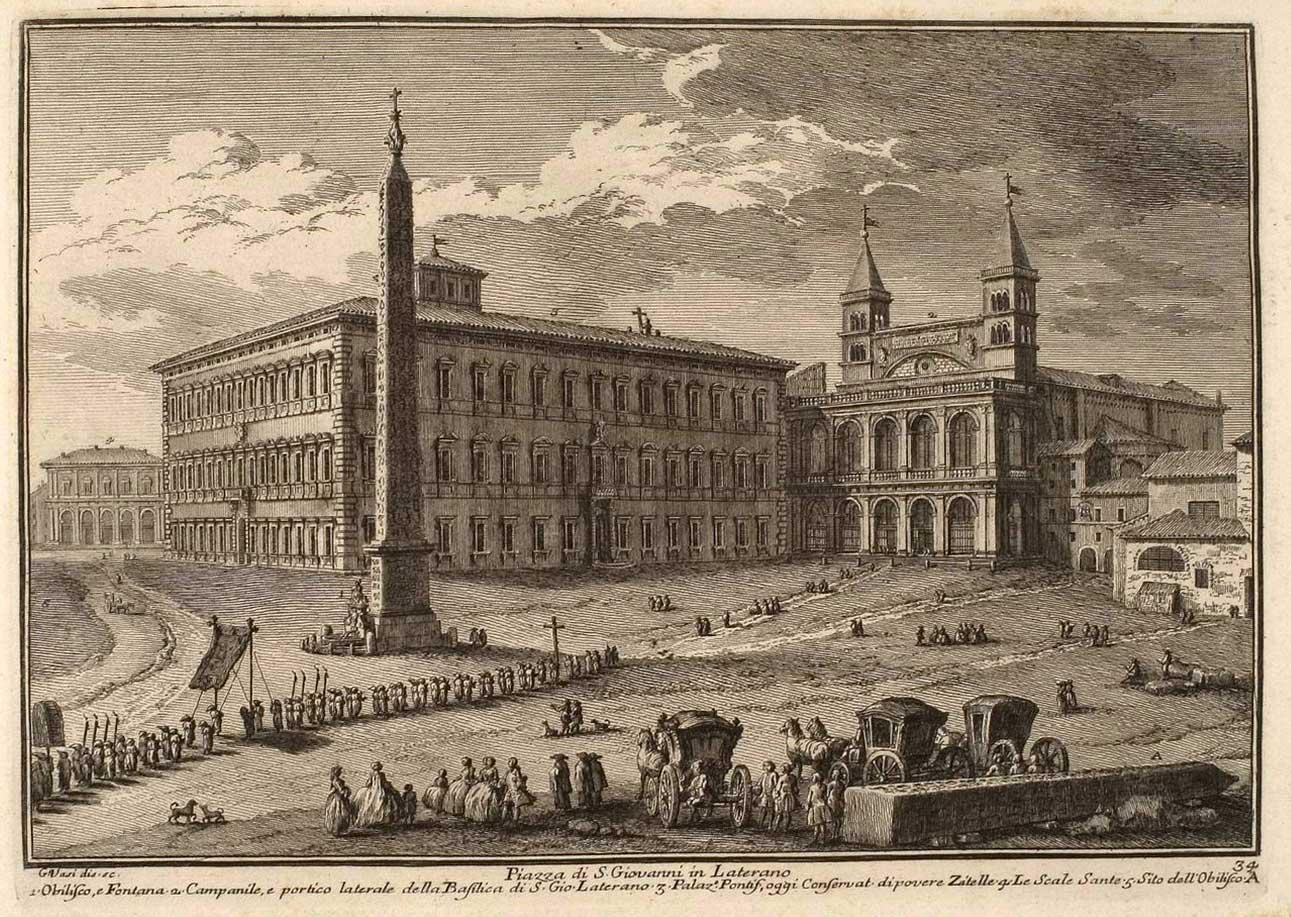
拉特朗宫，罗马教会最早的地产之一

在天主教的早期，教会处于非法状态，直至罗马皇帝君士坦丁大帝在位时期方给予基督教合法地位。也是在此之后，由于罗马皇帝和贵族的捐赠，天主教会的财产得以飞速增长。君士坦丁大帝将拉特兰宫赠给教会，这成为教会最早收到的一笔重大捐赠。除了房产之外，在意大利本土及罗马帝国各行省，捐赠给教会的地产和财富也不断增加。不过，教会是作为私人领主占有这些土地的，并不拥有这些赠土的主权。
公元5世纪时，西罗马帝国遭到蛮族的不断入侵，於476年被东哥特人奧多亞塞灭亡。西罗马灭亡后，其原有领土屬東哥德王國。
公元6世纪后，教宗国的雏形开始出现，但是查士丁尼大帝治下的東羅馬帝国对意大利展开征服活动，試圖恢復罗马帝国的版圖。在查士丁尼大帝逝世後，伦巴底人於568年開始将東羅馬势力逐出意大利。虽然此时的罗马主教（教宗）在名义上还要臣服于東羅馬皇帝，但是罗马教会的相对独立使得罗马主教有资本与君士坦丁堡主教和拜占庭皇帝相抗衡，教宗額我略二世甚至开除東羅馬皇帝利奥三世的教籍。
至公元7世纪，随着東羅馬帝国的衰落，罗马教会作为意大利最大的土地所有者，再度对東羅馬势力所不及的罗马城周围地区展开统治，并利用军事、外交手段（甚至包括贿赂）来抵抗伦巴底人的进攻。在罗马教会的努力下，伦巴底人停止南下，转而集中攻打亚平宁半岛北部以拉文纳城为核心的拜占庭总督辖区。728年，伦巴底国王路易·特普兰德将拉丁地区的一些乡村和城镇捐献给罗马主教，这些土地（被称为“Patrimonium Petri”，即“伯多禄的遗产”）成为教宗国的立国基石。

## 丕平獻土
751年，東羅馬在意大利的领土最终全部沦丧于伦巴底王國之手。罗马地区（此时已经发展为罗马公国）彻底切断和東羅馬帝国的联系。教宗德範二世通过向法兰克人領袖矮子丕平大献殷勤，从而解除伦巴底人的威胁。司提反采取一系列向丕平示好的行动，包括批准后者废黜墨洛温王朝末代国王希尔德里克三世而自立为王。德範二世还封丕平为罗马贵族。作为回报，丕平率军在754年进入意大利。在此后的两年中，他平定意大利中部和北部的许多地方，然后将其作为对教会的奉献赠送给教宗。在781年，丕平的儿子查理大帝宣布教宗为这些地区的最高统治者。
丕平奉献的土地包括拉文纳的原東羅馬总督辖区，贝内文托公国的一部分，托斯卡纳，科西嘉，伦巴底，中意大利五城（Pentapolis）地区——里米尼、佩萨罗、法诺、塞尼加利亞和安科纳，以及其他一些城市。
丕平的献土扩大教宗的统治区域，然而也带来一个法理上的问题：既然教宗所统治的领土是由法兰克帝国所赠，那么教宗在世俗政治中是否相应地成为法兰克皇帝的封建附庸呢？
为了提高教宗国的威望，以及打消丕平的继承人日后利用这一献土行为来控制聖座的可能，聖座在750年至850年之间大胆伪造一份被称为“君士坦丁献土”的文献，宣布教宗国所拥有的土地是在公元4世纪时由罗马皇帝君士坦丁大帝奉献给罗马主教西尔维斯特一世的。该文献说，君士坦丁大帝在西尔维斯特一世通过祈祷为其治好麻风病后接受洗礼，并在受洗后的第四天就决定将帝国都城罗马捐赠给基督教会，并在博斯普鲁斯海峡旁的東羅馬营建新都。该文献还断言，君士坦丁大帝不仅向罗马主教捐赠意大利中部地区，而且还捐献整个罗马帝国的西半部领土，并授予教宗及其后任者对其进行世俗统治的权力。
法兰克帝国的分裂从另一方面解决教宗国法律地位的难题。查理大帝死后，其帝国在9世纪分裂为三部分。虽然在此后的几个世纪中，以法兰克国王直系继承人自居的历代法国国王往往宣布自己为聖座的世俗保护者，甚至将聖座和教宗由罗马搬迁至亞維農，但是在欧洲却不再有哪位皇帝或国王可以以法兰克帝国唯一继承者的身份对教宗国提出宗主权要求。

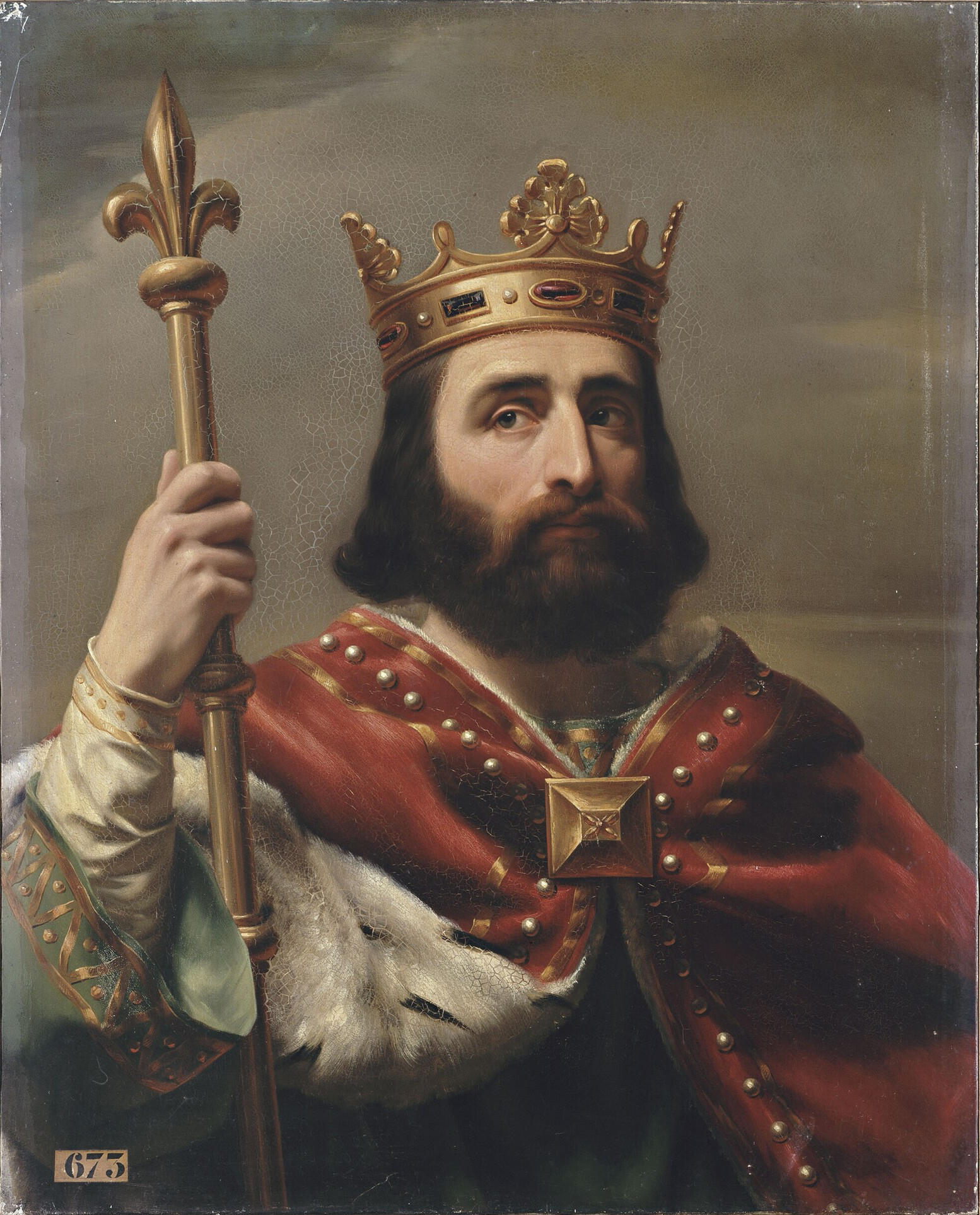
法蘭克王國宮相矮子丕平
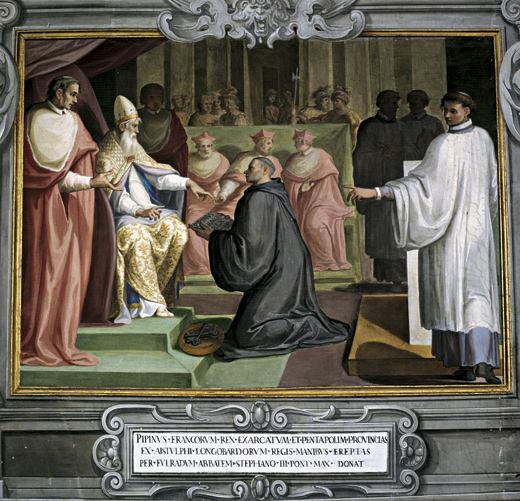
754年丕平献土
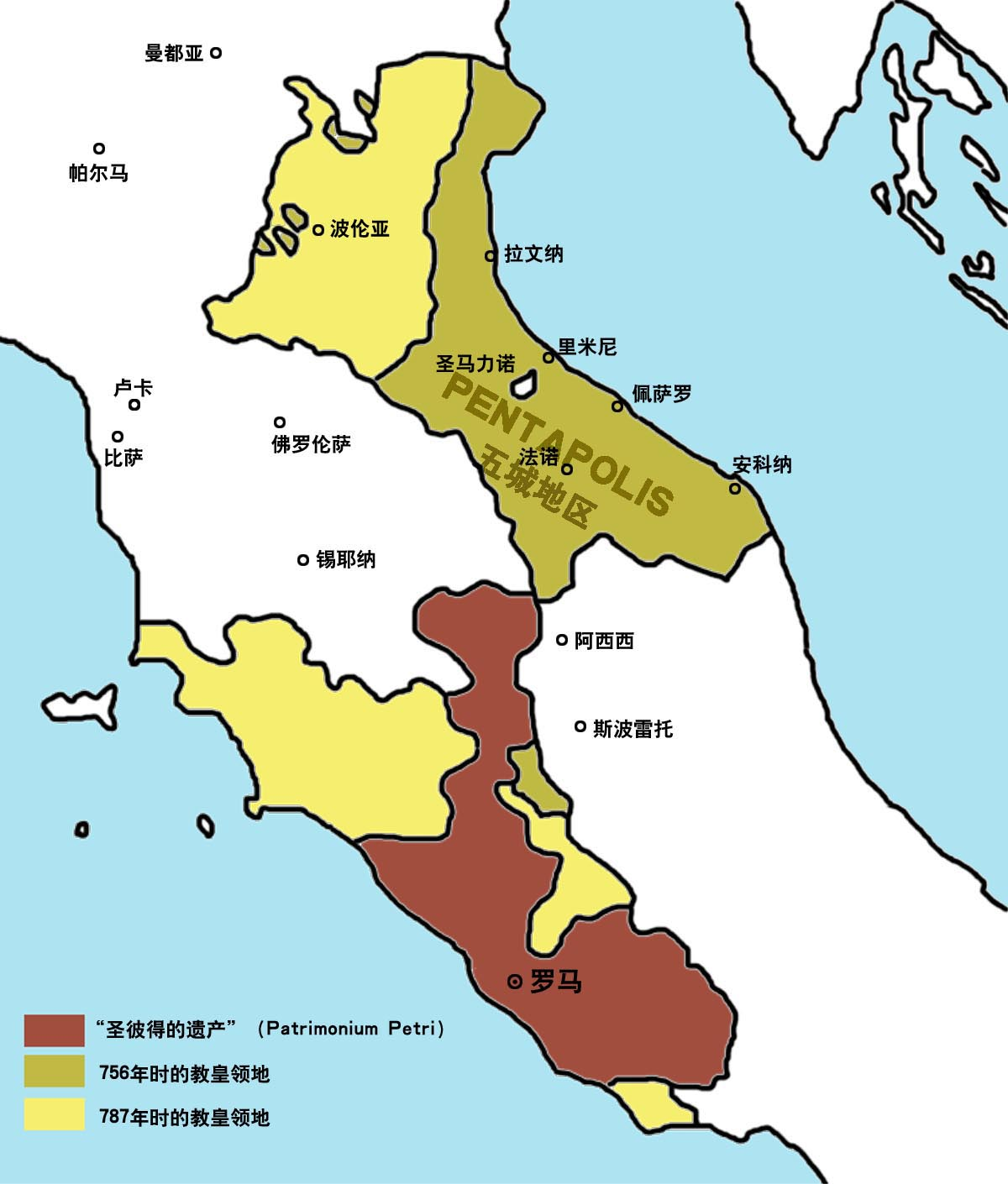
早期的教宗国领土，約800年
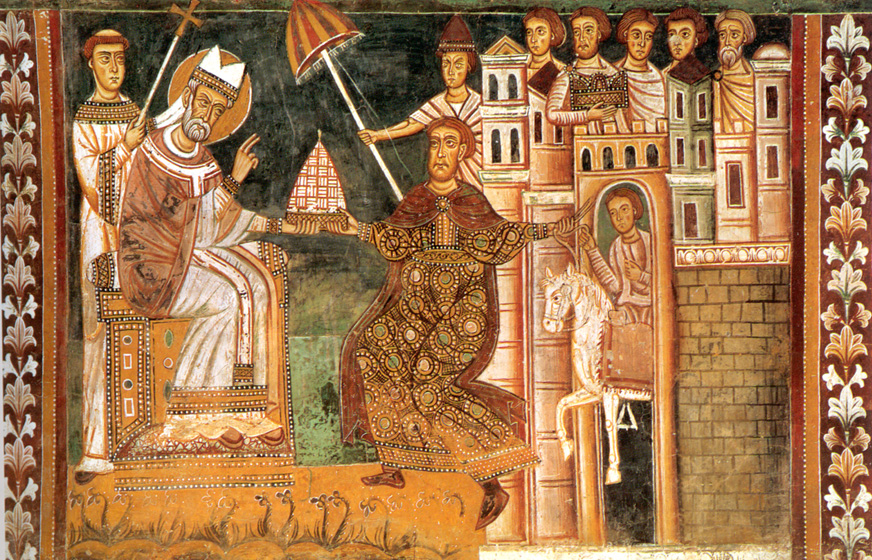
描繪4世紀君士坦丁献土的畫作，但後世學者普遍認為這是中世紀偽造的故事，以證明羅馬主教的權威性

## 查理曼和神圣罗马帝国时期

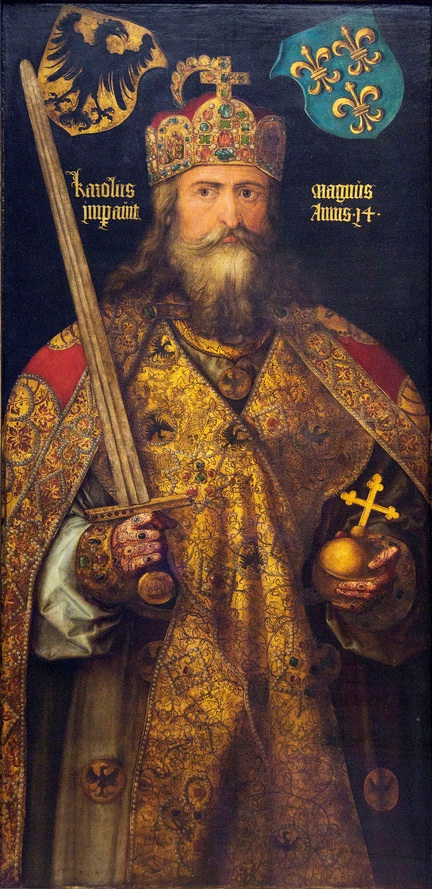
丟勒所繪的查理大帝，他左為象徵法蘭西的鳶尾花，右為象徵德意志的帝國鷹，頭戴皇冠，手執十字圣球和聖劍，不但象徵著法德的聯統，更展現著其對於拉丁基督教世界的絕對權威

罗马教会和法兰克人的合作在800年达到顶峰。在此之前，像东方的君士坦丁堡教会一样，教宗和罗马教会要听从东罗马皇帝。教宗和君士坦丁堡總教區總主教被认为是上帝在人间的宗教事务代表，而罗马（东罗马）皇帝是上帝在人间的世俗事务代表。基督教会和人民都认为，世界上只有一个皇帝，即罗马皇帝。797年君士坦丁六世被废，以及其母亲伊琳娜皇太后自立为罗马女皇（797－802年在位），使得罗马教会有理由拒绝承认君士坦丁堡统治者的最高权威。罗马教会宣称，罗马皇帝的名义在希腊人（即拜占庭人）中已经不存在，因此教宗、所有的主教、法兰克元老院和罗马城的所有长老经过商议，决定把法兰克国王加冕为皇帝，使罗马帝国永远传承下去。
800年，教宗良三世将查理一世加冕为“受上帝委托统治罗马帝国的伟大皇帝奥古斯都陛下”（Karolus Augustus a Deo coronatus magnus Imperator Romanum）。
罗马教会认为，将查理曼加冕为奥古斯都和罗马皇帝，并不是宣告西方基督教世界从此与东罗马帝国分庭抗礼。在他们看来，476年西罗马末帝被废黜，并不标志着西罗马帝国的灭亡，而是标志着罗马帝国的归一，东罗马帝国重新成为单一的、没有分裂的罗马帝国。查理曼加冕为奥古斯都和罗马皇帝，意味着罗马帝国的正统皇统从“新罗马”——君士坦丁堡重新返回罗马城。
但是因为东罗马帝国的皇统并未就此中断，所以此后基督教世界出现两个并立的最高统治者，一个在君士坦丁堡，一个在罗马。他们并不像过去的东西罗马帝国皇帝那样和平并立，而是彼此指责对方是僭越者，宣布自己是唯一真正而合法的基督教会和人民的领袖。从这一点来说，良三世通过为查理大帝加冕而使罗马教会摆脱东罗马皇帝的控制。
不过虽然800年的法兰克帝国御玺上写着“罗马帝国的再生”的字样，但是此后由罗马教会所加冕的历代神圣罗马皇帝不再像东罗马皇帝那样是基督教会的主宰，神圣罗马皇帝也不再像东罗马皇帝那样可以插手干预教会事务。相反，教宗可以干涉世俗事务，通过将皇帝革除教籍的方式插手政务，此外，在罗马教会所拥有的中意大利地区的土地上，教宗也成为不折不扣的世俗君王。
从10世纪起，教宗国的声望因一系列事件而下降。首先，从教宗思齐三世至教宗若望十二世在位时期，罗马城贵族中的几个妇女通过成为教宗情妇而掌握聖座大权，她们的儿子，以及儿子的儿子，都被立为教宗（比如教宗思齐三世与其情妇玛尔西亚所生的儿子若望十一世和孙子若望十二世）。从903年到963年的这段时期因此被称为“情色政治”（Pornocracy）时期。在这段时期里，教宗的政令只能在罗马城周边地区施行。其次，教宗国延续伦巴底王国的封建体系，在教宗的领地上有许多伯爵和侯爵的封建采邑，他们都是几近独立状态的领主。
到10世纪中叶，德意志地區的領袖奥托一世征服北意大利的领土。公元962年，教宗若望十二世将其加冕为罗马人的國王，神圣罗马帝国正式诞生（此时尚无“神圣罗马帝国”的国名，至康拉德二世时始称“罗马帝国”，至腓特烈一世时，为了与“神圣罗马教会”的名称相抗衡，方始称“神圣罗马帝国”）。作为回报，奥托颁布“奥托法令”，承诺维护教宗国的独立。虽然如此，在此后的两个世纪中，教宗国和神圣罗马帝国仍然时不时地发生摩擦。每当神圣罗马帝国皇帝想将其权力施展到意大利时，就要和聖座及教宗国发生冲突。皇帝对教宗的控制在亨利三世统治时期达到登峰造极的程度。亨利三世于1046年赴意大利，废黜反对他的教宗额我略六世。德国人克莱孟二世被选为新教宗，并为亨利三世加冕。亨利三世一直掌握对德意志境内各主教的任免权。

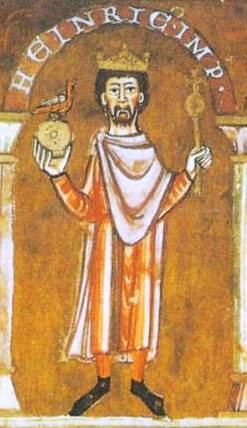
神圣罗马帝国皇帝亨利（海因里希）四世，聖座与帝国的冲突在他在位时期达到顶峰

1073年4月21日，教宗亚历山大二世去世，额我略七世被选为教宗，他主张教权高于皇权，教宗与神圣罗马皇帝之间的冲突，在他与亨利三世的继承人亨利四世之间延续。1076年，额我略七世革除亨利四世的教籍，此后发生有名的卡諾莎之行。一直到1198年教宗诺森三世成为教宗，教宗权利达到最大化，可随意废立皇帝，成为高于皇权的象征。
霍亨斯陶芬王朝绝嗣后，神圣罗马皇帝不再随意插手聖座事务，教宗国与神圣罗马帝国进入相安无事的状态。到14世纪初，教宗国像其他意大利邦国一样，已经成为完全独立的国家。

## 文艺复兴时期
在文艺复兴时期，特别是教宗亚历山大三世和教宗儒略二世这二位教宗统治时期，教宗国的领土再度获得大幅扩充，并成为意大利最重要的政治力量之一。但是，教宗对其大多数领地的统治仍是有名无实的，教宗国各个城邦的真正主子仍是当地的王子、贵族。直至16世纪，教宗才得以直接统治教会名义下的所有地区。
从1305年到1378年，聖座迁到法国西南的阿维尼翁，教宗成为法国国王的政治附庸。尽管如此，位于意大利的教宗国仍然是教宗名下的领地，而且阿维尼翁城及其周围地区也成了教宗国的一部分，直至法国大革命时期才重归法国。
从严格的意义来讲，中世纪和文艺复兴时期的教宗国并不能被视为一个真正的国家，而是若干个各自以教宗为最高领主的封建城邦或小国的松散组合。有些城邦拥有自己的次一级领主，有些城邦（比如罗马）则没有。大体来讲，教宗同这些小邦之间的关系，类似于其他西欧国家中封建国王与自由市之间的关系。由于没有世俗君主与之竞争，教会成为这些城邦的最高权威。
至文艺复兴时期，伦巴底和托斯卡纳地区的众多意大利城市已经脱离其主教和神圣罗马皇帝而独立，成为较强大的城市共和国（比如威尼斯、佛罗伦斯、比萨、锡耶纳、米兰和热那亚），这些国家的市民基础是安分的、勤奋的工匠，在他们之上有一个富裕的、从事商业的中产阶级，制造业和国际贸易使这些共和国积累大量财富。但是在教宗国，尤其是在罗马城里，缺乏这样一个富裕的中产阶级。由于长期的荒废，教宗国的核心——罗马所在的拉齐奥地区——土地不能得以利用，物产贫瘠；罗马的位置不好，不利于经商；它也没有工业，没有什么可以生产的货物，也没有市民或中产阶级。公民被分为三个等级：军人阶级（包括古代贵族的残余）；僧侣阶级；以及下等阶级（主要是贫穷的平民）。第一个阶级分为若干党派，以几个大家族为其领袖。教宗是后两个阶级的领袖，但也往往是这几个大家族中的一员。直到14世纪，教宗国的内部历史仍是这些党派间彼此斗争、以及贵族阶级与僧侣阶级之间此消彼长的权力斗争的历史。
但是古罗马共和制的残余在教宗国中仍然存在。1337年，教宗本笃十二世从罗马市民手中接受元老和大将的头衔，以及共和国执政官的称号。1347年，在一场不流血的革命中，教宗公证员科拉·迪·里恩佐被任命为罗马城的保民官，他实行一些改革，抑制贵族们的过分行为。

## 法国大革命与拿破仑战争

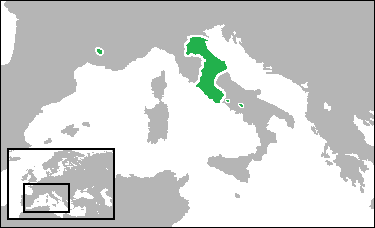
教宗国（绿色）在1700年的最大领土范围，包括在南意大利的飞地贝内文托和蓬泰科尔沃，以及在法国南部的沃克吕兹省和亞維農

到18世纪末，归于教宗名下的领土疆域达到颠峰。这些土地包括拉丁姆（即今日的拉齐奥地区）、翁布里亚、马尔凯，向北囊括拉文纳、费拉拉、波隆那，直抵罗马涅地区。在南方，教宗在那不勒斯王国拥有两块飞地，即贝内文托和蓬特科沃。在法国，教宗拥有阿维尼翁城和罗纳河以东的领土维奈桑伯爵领地。
法国大革命给聖座带来极大的损失。1791年，教宗在法国的领地被法国吞并。1796年，法国军队侵入意大利时，教宗国的北方领土也被法国吞并，并成为内阿尔卑斯共和国的一部分。1798年，法军长驱直入教宗国腹地，攻占罗马城，并成立罗马共和国，教宗庇护六世被俘，流放到法国。
1800年，反法同盟与法国达成和议，第二次反法同盟解散。此后法国恢复教宗国，庇护七世返回罗马。但是，1808年，法军再度进攻教宗国，并将其彻底灭亡。罗马城和教宗国的西半部被并入法国，东半部则并入以拿破仑为国王的意大利王国。
在1815年维也纳会议上，教宗国被重建。此后的历任教宗在教宗国内推行一系列保守政策。直至庇护九世时期，由于1848年欧洲革命的影响，教宗国方开始着手进行一些自由化改革。

## 意大利统一時期

1848年革命中的“罗马共和国”旗帜

拿破仑战争标志着近代欧洲民族主义思潮的兴起，意大利、德意志等族的民族意识被唤醒，意大利人要求民族统一的呼声日高。但是，在维也纳会议之后，意大利恢复昔日四分五裂的局面，而且北部的伦巴底、威尼斯等地区处于奥地利的统治之下。

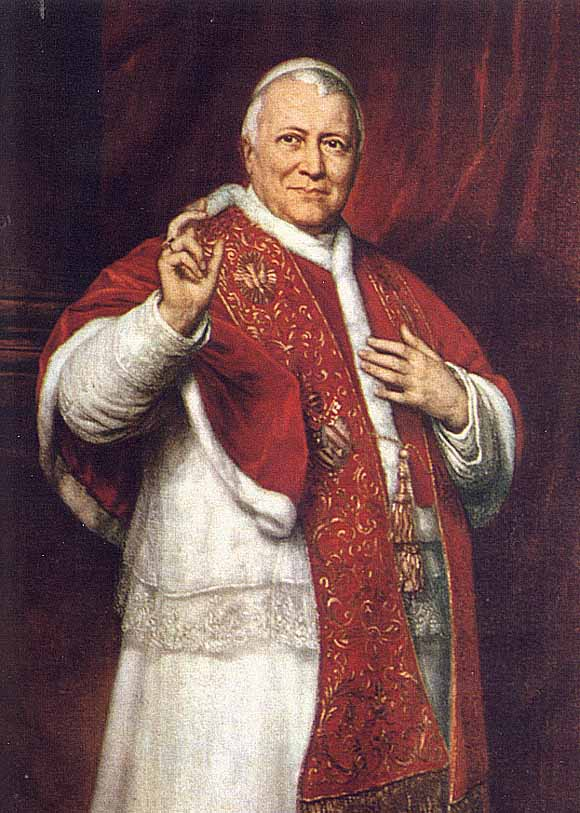
庇护九世

1848年，欧洲爆发自由主义革命，其首先发起地点为意大利的西西里岛，而波及的国家几乎涵盖全欧洲，仅俄国、西班牙及北欧少数国家未受影响。1848年11月15日，教宗国司法大臣佩雷里诺·罗西被暗杀，次日罗马市民走上街头游行，要求教宗国实行社会改革、指定民主政府、以及对奥地利宣战。11月24日晚，教宗庇护九世化装为普通教士逃离罗马，前往两西西里王国避难。教廷主教卡洛·穆扎雷利组成留守政府，随后颁布一些自由化的新法令，教宗因此拒绝承认该政府，并在流亡地组建新政府。
为了将教宗迎回罗马，罗马市长组成一个代表团，前往教宗避难地加埃塔城堡，但教宗拒绝返回罗马。罗马城中首次出现没有政府的情况，因此市民在1849年1月21日举行首届自由选举，以组成制宪会议，年满21岁的男性都可以投票。2月8日，制宪会议宣布成立罗马共和国，以三人执政委员会为元首，教宗仅保留宗教领袖的地位。罗马共和国的宪法宣布宗教自由，给予犹太人平等地位，废除死刑，还取消重税、新增工作职位。意大利爱国者及军人朱塞佩·加里波底组织一支名为“意大利军团”的志愿军，成为罗马共和国的武装部队。教宗向天主教国家求救，法国总统路易·波拿巴遂联合奥地利出兵干涉。6月29日，法军进入罗马城。
法奥军队此后继续追击加里波第军团，迫使加里波第率众前往圣马力诺避难，并将其军队解散。庇护九世在1850年4月重返罗马。法国军队驻扎在罗马城中，以保护教宗。
此役后，意大利的民族主义者——既包括撒丁王国和萨伏伊王室为核心的君主主义者，也包括众多的共和主义者——将教宗国视为意大利统一的绊脚石。法皇拿破仑三世则将教宗国作为其插手干涉意大利事务的筹码，一方面支持撒丁尼亞王国统一意大利，一方面则继续扶植和保护教宗国政权。
1859年第二次意大利独立战争后，撒丁王国从奥地利手中收复伦巴底地区，加里波第则在两西西里王国发动革命，推翻波旁家族的君主。加里波第试图在南意大利建立共和国，但撒丁尼亞王国请求法国出兵，将意大利南部纳入自己的版图。在得到法国的允许后，撒丁尼亞军队于1860年挥师南下，先在当地居民的配合下征服教宗国东部三分之二的领土，随后进入两西西里王国。当年年底，这些被征服的领土都被撒丁尼亞王国正式吞并，统一的意大利王国正式诞生。此时教宗国仅剩下以罗马城和拉齐奥地区为中心的三分之一领土。1861年3月，意大利王国宣布罗马为新首都。但由于法国驻军的存在，意大利无法收复罗马城。

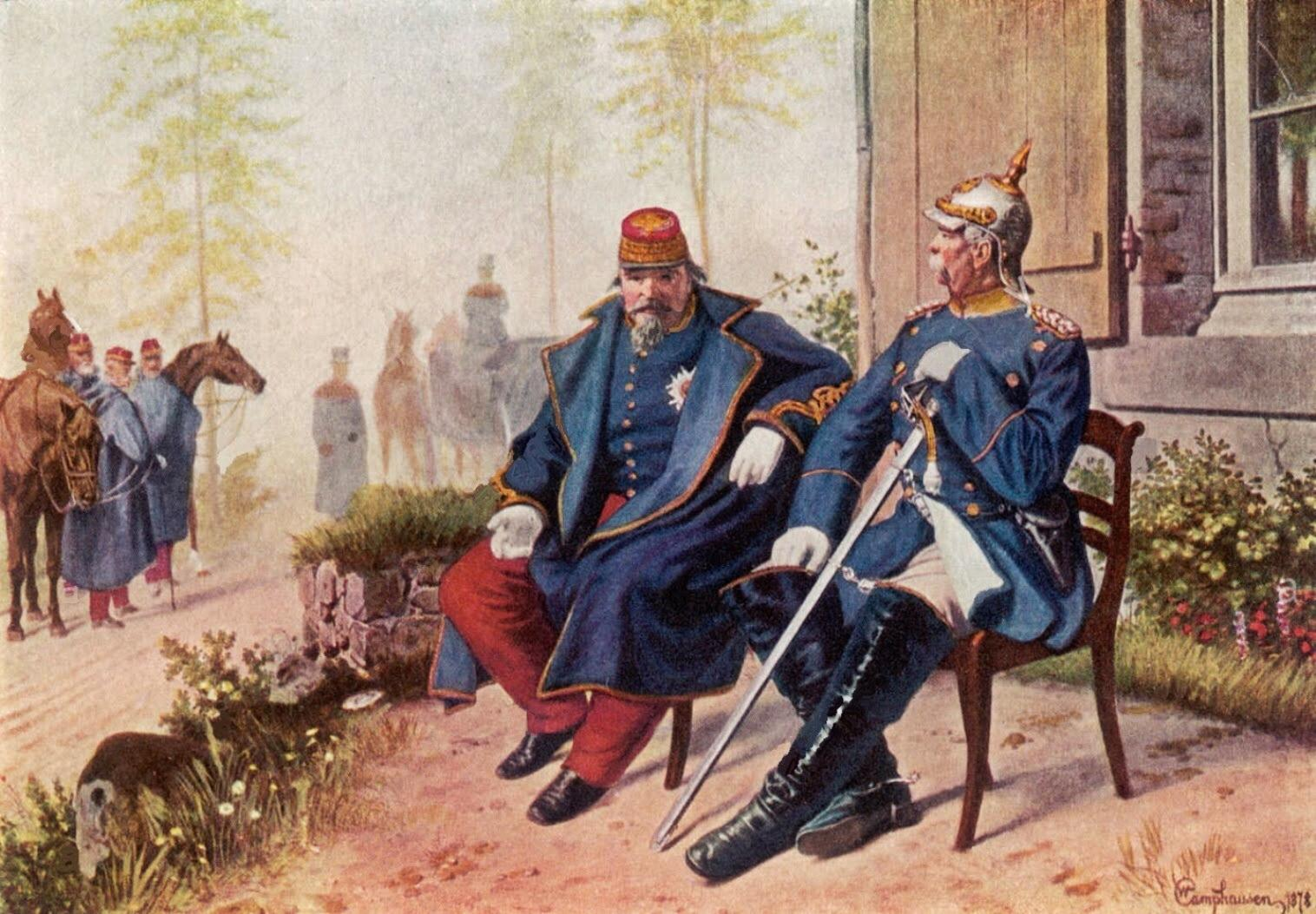
1870年9月，当色当战役法国惨败、拿破崙三世被俘的消息传来后，意大利军队旋即围困了罗马，并在最后通牒被教宗庇护九世拒绝后攻入了城中。持续千年的教宗国最终被世俗化，教宗本人也淪为了“梵蒂冈囚徒”，罗马取代都靈成为了新国家的首都，意大利全境遂告统一

1870年普法战争爆发，驻扎在罗马的法国军队撤回国内。意大利国王维托里奥·埃马努埃莱二世不必再顾忌法国的威胁，将教宗国纳入意大利版图的时机已经到来。他先派特使向教宗庇护九世送去密信，并提出一个保全聖座脸面的解决方案：意大利军队以“保护教宗”的名义和平进驻罗马城。但这个提议被教宗拒绝，因此意大利于1870年9月10日对教宗国宣战。意大利军队在9月11日越过边界，缓慢向罗马城推进。进军速度非常缓慢，以等待外交协调解决的可能。
虽然教宗国仅拥有一支为数甚微的军队，但庇护九世还是下令进行抵抗，以造成这样的法理事实，即教宗国是被意大利以武力入侵、而非和平接管所征服的。9月19日，意军包围罗马城。1870年9月20日，经过3个小时的炮轰，意军在罗马城的奥利留城墙上轰塌一个缺口，随后进入罗马城，在阿庇亚大道上举行盛大的入城式，教宗国首都被佔領造成實質上的灭亡（但於1929年簽署《拉特朗條約》後，教宗才正式承認教宗國滅亡）。
此后，经过公民投票，罗马城和拉齐奥地区并入意大利，意大利王国的首都旋即从佛罗倫斯迁到罗马。49名意大利士兵和19名教宗国士兵在这场战役中丧生。

## “梵蒂冈囚徒”与《拉特朗条约》

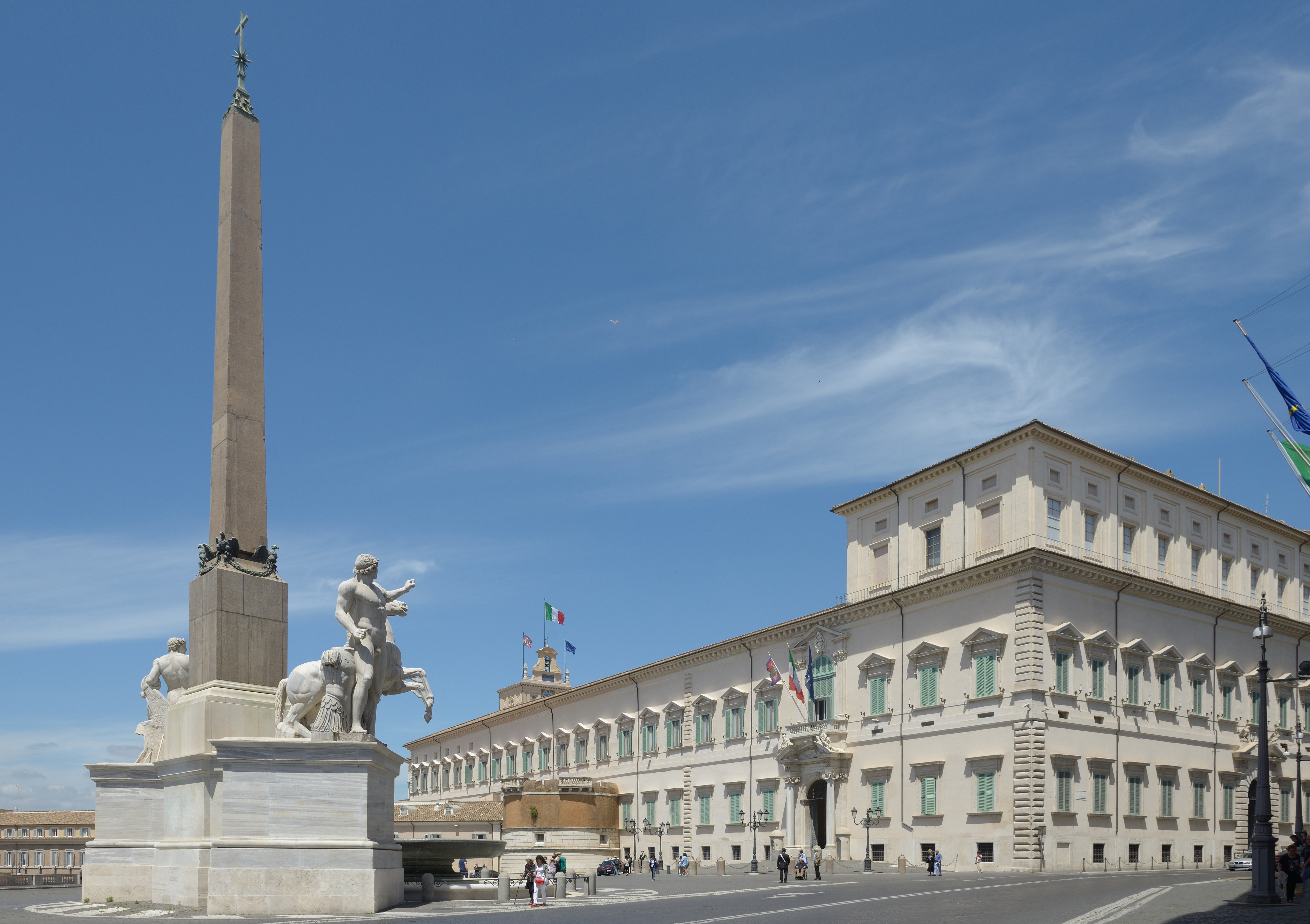
奎里纳尔宫，原宗座宫殿，后为意大利王宫，今为意大利总统府

在攻陷罗马城之前，作为和谈的条件之一，意大利王国曾经提议以台伯河为界，将河西“利奥城墙”以内的西半部罗马城保留给教宗，并允诺聖座可以在此城内建立一个完全独立的主权国家，但是这个提议遭到教宗庇护九世的拒绝。
罗马城被意大利吞并后，聖座在罗马城以及意大利各地的地产、宫殿、庄园纷纷被没收，连教宗的正式宫殿——奎里纳尔宫也被没收，成为意大利皇宫。庇护九世退缩至梵蒂冈城堡内，并宣布自己为“梵蒂岡之囚”，以示对意大利强行吞并教宗国的抗议。在“梵蒂冈之囚”这段时间里，教宗将自己禁锢在梵蒂冈城堡内，其活动范围最远只达圣伯多祿大殿广场入口，教宗也不再巡幸其主教教堂——位于罗马城另一端的拉特朗聖若望大殿，以及罗马郊外的行宫。
由于教宗国在历史上是一个独立的主权国家，不過在與國際往來上是以聖座的身份和许多国家互派外交使节，并作为一个国家得到各国的承认。意大利的共和主义者如加里波第等人建议进军梵蒂冈城，完全消灭掉教宗的世俗权力，但是这个提议在意大利国内没有被占优势的保守派民族主义者接受，梵蒂冈城继续保持独立状态，而意大利也无法完全无视这一事实。庇护九世之后的历代教宗均敌视新的意大利王国，甚至不准信徒担任意大利王国的公职。
所谓“梵蒂冈之囚”时期从1870年一直延续至1929年。此时意大利统一已有59年，聖座对意大利的长期敌视和抵制已经显得不合时宜。1929年2月11日，教宗庇护十一世的代表与意大利王国代表在罗马的拉特朗宫签署解决双方悬案的最终协议，即《拉特朗条约》。
根据《拉特朗条约》的规定，聖座最终承认意大利的统一以及罗马成为意大利首都。意大利王国承认教宗在梵蒂冈城堡内至高无上的权威和世俗统治权力，梵蒂冈城堡成为独立的梵蒂冈城国。此外，条约还规定天主教及教会在意大利的政治地位，意大利王国对意大利统一战争期间没收的教会财产进行最终赔偿。从法理上说，延续11世纪的教宗国在1929年2月11日这一天正式灭亡，由梵蒂冈城国取而代之。

### 引用
1. ↑  James Bryce:The Holy Roman Empire, p104
2. ↑  James Bryce:The Holy Roman Empire, p54
3. ↑  James Bryce:The Holy Roman Empire, p63
4. ↑  James Bryce:The Holy Roman Empire, p140~p141，该段记载聖座与拜占庭皇帝尼基弗鲁斯·弗卡斯之间的一通信件往来。当神圣罗马皇帝奥托向尼基弗鲁斯·弗卡斯去信、要求迎娶拜占庭公主賽奧法諾，而教宗良七世也写信要求“希腊皇帝”满足“罗马皇帝”的要求时，尼基弗鲁斯·弗卡斯愤怒地回信说：“你们绝不是罗马人，而是罪恶的伦巴德人。这个无礼的教宗是什么意思？罗马的一切都跟着君士坦丁迁到这里来了。”良七世则在回信中反唇相讥，并进而替统治神圣罗马帝国的法兰克人和萨克森人辩护：“罗马——这是我们所能用的最可耻的名字——它意味着一切罪恶、懦弱、虚伪和贪婪的咒骂。但从杀害兄弟的罗慕路斯的后人身上能盼望些什么呢？在他的避难所里聚集着各国的垃圾”。尼基弗鲁斯·弗卡斯的观点反映拜占庭帝国对神圣罗马皇帝地位的看法——他们只是神圣帝国（拜占庭帝国）的罗马省的王侯
5. ↑  James Bryce:The Holy Roman Empire, p103
6. ↑  James Bryce:The Holy Roman Empire, p291